# Huelga de hambre de estudiantes en Venezuela de 2009
La huelga de hambre de estudiantes en Venezuela de 2009 fue una huelga de hambre iniciada el 24 de septiembre de 2009 en Venezuela por un grupo de entre doce estudiantes de la Universidad de Oriente para protestar en contra de la detención del estudiante Julio César Rivas, arrestado por manifestarse en contra de la nueva Ley de Educación. En el transcurso de los días, se sumaron a la huelga estudiantes universitarios de Caracas y del estado Táchira, encabezados por Daniel Clavijo, líder de las protestas estudiantiles desarrolladas en San Cristóbal. Exigían la liberación de los presos políticos en el país y solicitaban la visita de una delegación de la Comisión Interamericana de Derechos Humanos para constatarla, algo a lo que el gobierno de Hugo Chávez se había negado desde 2003. La huelga alcanzó la cifra de al menos 172 participantes al finalizar, entre Caracas y otras ciudades del país.
Los estudiantes levantaron la huelga de hambre el 30 de septiembre luego de que el secretario general de la Organización de Estados Americanos, José Miguel Insulza, apoyara la iniciativa de la visita y ofreciera recibir a una delegación de estudiantes en Washington D. C.

## Antecedentes
El 3 de julio del 2009, el alcalde Antonio Ledezma, se acercó hasta las oficinas de la OEA en Caracas, con el fin de declararse en huelga de hambre, manifestando rechazo a la actitud del gobierno nacional de desconocer al alcalde del Distrito Metropolitano. Según el alcalde, la huelga constituyó un éxito para el alcalde ya que el gobierno y la OEA cedieron a sus demandas. El día anterior en horas de la noche, la Autoridad Única del Distrito Capital, instancia creada recientemente por decreto del presidente Hugo Chávez, la cual asumió competencias que le fueron quitadas a Ledezma en el marco de una reforma legal, anunció la transferencia a la alcaldía de un «auxilio financiero», de 52.000 bolívares (unos 24.186 dólares) para que la Alcaldía Metropolitana, cuya sede en Caracas también pasó de manos de Ledezma al gobierno del Distrito Capital, «proceda a cancelar, estrictamente», las nóminas de junio y julio, indicó un comunicado. Por otro lado, también se anunció que el secretario general de la Organización de Estados Americanos (OEA), José Miguel Insulza, se comprometió a recibir a una comisión de gobernadores y parlamentarios en Washington.
El 22 de septiembre, 21 trabajadores petroleros iniciaron una huelga de hambre después de que la empresa estatal Petróleos de Venezuela (PDVSA) incumpliera con la promesa de incorporarlos a la nómina oficial después de anunciar unos meses atrás que expropiaría a las empresas contratistas de PDVSA. Un total de 27 empleados continuaron la huelga cosiéndose los labios exigiendo su ingreso a la nómina en la costa oriental del Lago de Maracaibo, en el estado Zulia, El ministro y presidente de PDVSA, Rafael Ramírez, afirmó que  8.500 trabajadores de las contratistas habían sido incorporados, pero los huelguistas pidieron que se mostrara la lista de los nombres dado que miles de trabajadores continuaban desempleados.
En septiembre, la ONG Foro Penal Venezolano había estimado para entonces que 2.200 personas habían sido imputadas por participar en protestas, entre ellas 500 estudiantes. Alfredo Romero, portavoz de la ONG, declaró que Venezuela era el único país latinoamericano que rechazaba recibir a la Comisión Interamericana de Derechos Humanos (CIDH), junto con Cuba.
Franklin Brito, agrícola y biólogo quien había iniciado su huelga de hambre por primera vez en 2004 para protestar por una disputa de propiedad de sus terrenos, decidió retomar una huelga de hambre en la sede de la OEA en Caracas después de encontrar la respuesta del Instituto Nacional de Tierras insatisfactoria y de no recibir respuesta del gobierno después de seis meses.

## Huelga
El 24 de septiembre de 2009, un grupo de entre doce estudiantes de la Universidad de Oriente (UDO), en el estado Monagas, ocupó las instalaciones de la sede de la Organización de Estados Americanos (OEA) en Caracas, coincidiendo con la II Cumbre de América del Sur y África, celebrada en la isla de Margarita, para protestar con una huelga de hambre el encarcelamiento del estudiante Julio César Rivas, detenido el 22 de agosto por participar en una marcha en contra de la nueva Ley de Educación. Rivas fue acusado de derribar una valla de protección policial y se le imputaron delitos como incitación a la guerra civil y resistencia a la autoridad, los cuales juntos representaban más de 14 años de cárcel. Fue enviado a una de las cárceles más peligrosas del país como sitio de reclusión, aunque tras una apelación terminó en otra de menos peligrosidad.
A la huelga se sumaron estudiantes universitarios de Caracas, San Cristóbal, Anzoátegui, Bolívar, Monagas, Nueva Esparta y Sucre, al igual que un grupo que empezó a apoyar la huelga desde Valencia, estado Carabobo, para protestar también por la detención de otros presos políticos, al menos 47 para entonces, solicitar la entrada al país de una delegación de la Comisión Interamericana de Derechos Humanos (CIDH) "in situ" para constatar la situación de presos políticos, solicitud que siempre había sido negada por el gobierno de Hugo Chávez desde 2003, y procurando mantenerla hasta que sus exigencias fueran cumplidas.

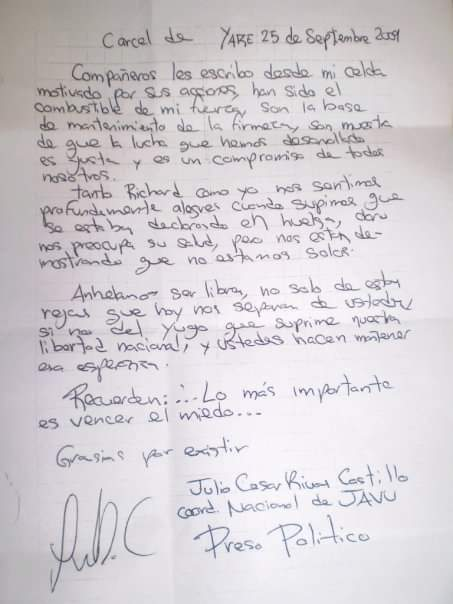
Carta escrita por Julio Rivas a sus compañeros estudiantes que se encontraban en huelga de hambre por su liberación

El día 25 de septiembre desde la cárcel de Yare, Julio Rivas escribió una carta para sus compañeros estudiantes que se encontraban en huelga de hambre tras su detención, en la carta expresa su agradecimiento a los huelguistas y alienta todos a vencer el miedo:[cita requerida]

Cárcel de Yare. 25 de septiembre de 2009
Compañeros les escribo desde mi celda motivado por sus acciones, han sido el combustible de mi fuerza, son la base del mantenimiento de la firmeza, son muestra de que la lucha que hemos desarrollado es justa y es un compromiso de todos nosotros.
Tanto Richard como yo nos sentimos profundamente alegres cuando supimos que se estaba declarando en huelga, ahora nos preocupa su salud, pero nos está demostrando que no estamos solos.
Anhelamos ser libres no solo de esta reja que hoy nos separan de ustedes, sino del yugo que suprime nuestra libertad nacional, y ustedes hacen mantener esa esperanza.
Recuerden: Lo más importante es vencer el miedo...
Gracias por resistir.
Julio Rivas Castillo
Coord. Nacional de JAVU
Preso Político

Alfredo Romero, portavoz de la ONG Foro Penal Venezolano, le solicitó a la CIDH que “constate la situación de atropellos e ilegalidades en los casos de detenidos, procesados y perseguidos por su posición política”. Romero había asumido la defensa de los 47 presos políticos para entonces y también informó que Venezuela era el único país latinoamericano que rechazaba recibir a la CIDH, junto con Cuba. Según la ONG, para entonces 2.200 personas habían sido imputadas por participar en protestas, entre ellas 500 estudiantes. Ángel Guilarte, estudiante de la UDO, le instó al secretario general de la OEA, José Miguel Insulza, que exhortara al gobierno que permitiera la entrada de la comisión para la elaboración de un informe de los presos políticos, e hizo un llamado a los ciudadanos venezolanos a unirse a la protesta.
Los estudiantes le habían ofrecido a Franklin Brito mudarse con ellos, quien realizaba su huelga a pocos metros de los estudiantes, pero Brito rechazó la oferta sosteniendo que los objetivos de las huelgas eran diferentes, y que él protestaba por el acceso a la justicia. Los estudiantes descansaban debajo de carpas, mientras que Brito se radicaba a la intemperie, teniendo un plástico para cubrirse de la lluvia. A pesar de la diferencia en los objetivos de las huelgas, la de los estudiantes ayudó a visibilizar el caso de Franklin Brito y que recibiera más cobertura en los medios de comunicación.
Para el 28 de septiembre, se estimaba que el número de estudiantes que participaban el la huelga ascendía a 50. Sara Hanna, encargada de la logística de la protesta, informó al diario local 'La Verdad' que para la fecha se encontraban 32 estudiantes participando en frente a la sede de la OEA en Caracas y 18 en Valencia, declarando que estaban esperando que otros 25 dirigentes estudiantes en Ciudad Bolívar, en el estado Bolívar, y de la Universidad de Los Andes, estado Mérida, se sumaran a la protesta. Rebeca Rojas, una de las coordinadoras de la protesta y estudiante de la UDO, anunció vigilias a partir de las 10:30 (VET) en varios puntos del país, incluyendo en el Crucero de Lechería, en el estado Anzoátegui; El Tigre, en la plaza Revenga; Maturín, en el paseo Aeróbico; Cumaná, en la plaza Andrés Eloy Blanco; Carúpano, en la plaza Miranda; Ciudad Bolívar, estacionamiento de Wendy's; y Puerto Ordaz, en Chilemex.
Varios presos políticos se unieron a la huelga de hambre desde la cárcel. El oficial de policía Iván Simonovis y el comisario de la Policía Metropolitana de Caracas Lázaro Forero, detenidos en 2004, anunciaron el 27 de septiembre que dejarían de ingerir alimentos para expresar su apoyo a la iniciativa de los estudiantes. También se sumaron a la huelga Juan Guevara, detenido junto a sus hermanos Otoniel y Rolando en noviembre de 2004, quienes habían sido acusados por el asesinato del fiscal Danilo Anderson. Los periodistas Leocenis García y Gustavo Azócar, además del empresario Eligio Cedeño, también suspendieron la ingesta de alimentos.
Julio Rivas es liberado el 28 de septiembre bajo régimen de presentación a los tribunales, después de estar detenido por 21 días. Una vez libre, Rivas declaró que su detención había sido planificada para infundir miedo. Para el 30 de septiembre se contabilizó que la cifra de estudiantes que participaban en la huelga ascendía a 148, además del respaldo de estudiantes en siete estados. Después de ser liberado, Rivas también se unió a la huelga. Para esa fecha, al menos cuatro estudiantes tuvieron que ser hospitalizados.

## Desenlace
El 30 de septiembre, el secretario general de la OEA, José Miguel Insulza, respaldó la propuesta de una visita de la Comisión Interamericana a Caracas e instó al gobierno a autorizarla, expresando su disposición de recibir una delegación de estudiantes en Washington D. C.
Los estudiantes levantaron la huelga el mismo día en la noche después de la declaración "a la 155 horas" del ayuno, anunciando que las metas de la huelga habían sido cumplidas; la coordinadora Rebeca Rojas declaró que "Todos los objetivos que se habían propuesto han sido alcanzados”. Al finalizar la huelga, un total de 172 estudiantes se habían unido, varios de ellos descompensados médicamente. Del grupo, 70 se manifestaban en Caracas, ante la sede de la OEA, mientras que los otros se ubicaban en plazas de varias ciudades del país.
El embajador de Venezuela ante la OEA, Roy Chaderton, atacó a los estudiantes, acusándolos de "respaldar criminales" y de "comer arepas de cochino por las noches". El ministro de Educación, Héctor Navarro, calificó la huelga de un "show mediático tramado por la oposición".
El movimiento estudiantil que protagonizó la huelga anunció adicionalmente una marcha en apoyo a los presos políticos.

## Huelgas posteriores
Durante 2011 diversas agrupaciones estudiantiles y juveniles organizaron protestas pacíficas en todo el país, incluyendo la huelga de hambre iniciada por militantes de «Juventud Activa Venezuela Activa "JAVU"», encabezada por Julio César Rivas, Daniel Clavijo, Alexander Tirado, Alfonso Caro y Lorent Saleh, frente a la sede de la OEA en Caracas, exigiendo la liberación de los denominados presos políticos. El Movimiento 13 de marzo también organizó una huelga de hambre frente a la sede del Programa de las Naciones Unidas para el Desarrollo en la capital venezolana y dentro del rectorado de la Universidad de Los Andes en Mérida, encabezada por Gaby Arellano, Villca Férnandez, Augusto García, Joan Gómez, Carlos Ramírez, Alirio Arroyo y Pablo Chacón, entre otros, cuyo objetivo fue exigir al gobierno Chávez mejoras para el sector universitario. A la huelga se unieron organizaciones como 100% Estudiantes, Impulso 10, DCU, entre otros, dentro de los cuales destacaron dirigentes como Gabriela Torrijos, Diego Scharifker, Luis Magallanes y Grey Hernández. En 2013 al menos 21 estudiantes empezaron una huelga de hambre en cinco estados del país para protestar por los escasos recursos para la educación.